# Laphria columbica
Laphria columbica är en tvåvingeart som beskrevs av Walker 1866. Laphria columbica ingår i släktet Laphria och familjen rovflugor. Inga underarter finns listade i Catalogue of Life.